# Szabolcsi református templom
A szabolcsi földvár hatalmas sáncától keletre szerényen húzódik meg a középkori eredetű, zsindelytetős református templom.

## A templom története, építészete
Ha letekintünk a sánc magasából, majd óvatosan leereszkedünk, a falu főútjától kissé beljebb, az egyszerű fakerítéssel övezett templomkertbe belépve magas, zsindellyel fedett harangtornyot láthatunk, amely a templom helyreállításakor készült. A déli oldalon, a templom bejáratához vezető út mellett áll Szent László király mellszobra, amely a győri székesegyházban őrzött fejereklyetartó (herma) mintájára készült. 1992-ben, a Szabolcsban tartott zsinat 900. évfordulóján állították. Ha körbejárjuk a díszítetlen templomot, láthatjuk, hogy egykori szentélye félkörös. A sekrestyét valószínűleg az 1841-es földrengés után bontották el, alapfalait a régészeti kutatás utáni helyreállítás során tették bemutathatóvá.
A templomba délről léphetünk be, a félköríves, egyszerű bejáraton keresztül (11. századi küszöbköve a régészeti feltárás során került elő). A templomhajó 13,7 m belső hosszúságú és 9,2 m belső szélességű. Délről négy félköríves ablak világítja meg a templom belsejét (ezek eredetileg kisebbek voltak, 1900-ban nagyították meg őket). A templombelső a kora Árpád-kori hangulatot próbálja érzékeltetni, amelynek meghatározója a román stílus volt. Az egykori kehely alakú kő keresztelőmedence tartja a szószéket.
A meglehetősen jellegtelen, 1944-ben súlyos sérüléseket szenvedett, s ideiglenes jelleggel helyreállított épület értékeit az 1970-1972-ben végzett régészeti kutatás megkezdése előtt nem ismerték fel. A földvár nagy figyelmet keltő ásatása után fordult Németh Péter régész figyelme a templom felé, abban sejtve az ispánsági székhelyhez tartozó esperesi központ helyét, ahol a nevezetes szabolcsi zsinatot is tarthatták.
Az ásatás során megtalált háromhajós, hat kőoszlopos templom eredetileg a 11. században épülhetett. Szentélyét a 14. század második felében kifestették (az elpusztult freskók a tizenkét apostolt ábrázolták). A 15. század végén gótikus stílusban történtek kisebb átalakítások. A 16. század közepétől a templom a reformátusoké. Az 1841-es földrengés során súlyosan megsérült templomot átépítették (akkor szűnt meg háromhajós osztása is). 1900-ban tornyot építettek elé, amit a németek fölrobbantottak (1944). A templom helyreállítására a régészeti kutatás befejezése után került sor.

## Képgaléria

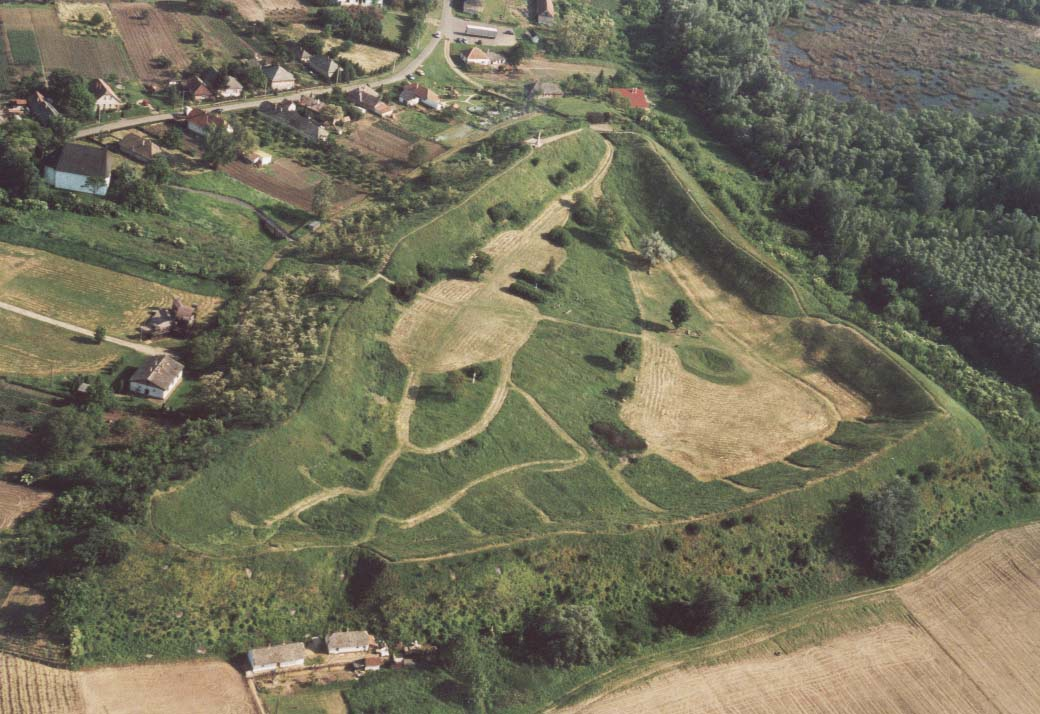
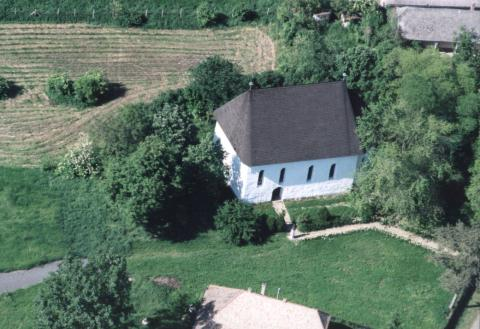
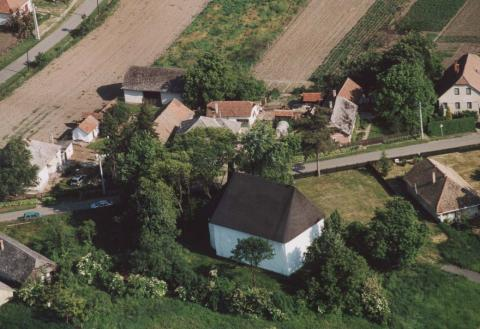